# King Charles

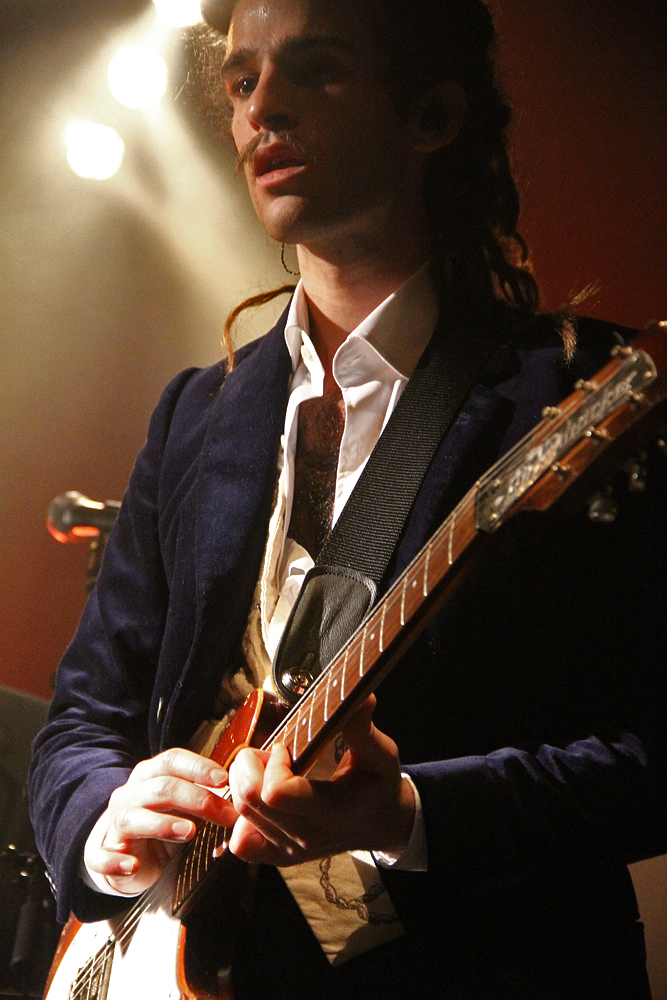
King Charles am 24. Festival Chorus des Hauts de Seine 2012

King Charles („König Karl“), bürgerlich Charles Costa, ist ein britischer Singer-Songwriter.

## Biografie
Nach zwei Semestern Soziologie-Studiums an der Universität Durham ging er 2007 nach London zurück, nahm seinen Künstlernamen King Charles an und gründete Adventure Playground, eine Musikgruppe, die unter anderem auch mit Musikern wie Laura Marling und Noah and the Whale auf Tournee war. Seit der Auflösung von Adventure Playground steht King Charles unter seinem Namen auf der Bühne.
King Charles schreibt Songs, seit er 12 Jahre alt ist. 2009 gewann er mehrere Auszeichnungen beim International Songwriting Competition in Nashville, darunter den großen Preis der Kategorie Rock für den Song Love Lust sowie Preise für den Song Ivory Road in der Kategorie Singer/Songwriter und für Time of Eternity in der Kategorie Performance. King Charles spielt Gitarre, Piano und Cello.

## Diskografie

### Alben
- Loveblood, Universal Republic Records, Mai 2012
- Gamble for a Rose Island Records, Januar 2016
- Out of my mind (dt. Außerhalb meines Bewusstseins), Buffalo Gang, April 2020

### Singles
- Time Of Eternity, 2010
- Bam Bam, 2011
- Love Lust, 2011
- Ivory Road, 2011
- Mississippi Isabel, Universal Motown Republic, April 2012[4]
- Loose Change for the Boatman, 2015
- Gamble for a Rose, 2015